# Яналка
Яналка — упразднённая деревня в Кизнерском районе Удмуртской Республики России. Входила в состав Старободьинского сельсовета. Исключена из учётных данных в 2004 году.

## География
Урочище находится в юго-западной части республики, в зоне хвойно-широколиственных лесов, на берегу одного из правых притоков реки Пыжманки, на расстоянии примерно 15 километров (по прямой) к северо-западу от посёлка Кизнер, административного центра района.

### Климат
Климат характеризуется как умеренно континентальный. Среднегодовая температура воздуха — 2,5 °C. Средняя температура воздуха самого тёплого месяца (июля) — 18,7 °C; самого холодного (января) — −14,2 °C. Среднегодовое количество атмосферных осадков составляет 400—450 мм, из которых до 300 мм выпадает в тёплый период.

## История
В «Списке населённых мест Вятской губернии», изданном в 1876 году, населённый пункт упомянут как казённая деревня Малмыжского уезда (2-го стана), при речке Янале, расположенный в 82 верстах от уездного города Малмыжа. В деревне насчитывалось 13 дворов и проживало 142 человека (70 мужчин и 72 женщины). В 1905 году числилось 43 двора и 239 жителей.
В 1926 году население деревни составляло 281 человек (133 мужчины и 148 женщин). В национальном составе преобладали русские. Насчитывалось 55 крестьянских хозяйств. В административном отношении деревня входила в состав Кибьинского сельсовета Старотрыкской волости Малмыжского уезда. На момент упразднения входила в состав Старободьнского сельсовета.